# Apiomerus subpiceus
Apiomerus subpiceus är en insektsart som beskrevs av Carl Stål 1862. Apiomerus subpiceus ingår i släktet Apiomerus och familjen rovskinnbaggar. Inga underarter finns listade i Catalogue of Life.